# Boalda gyona
Boalda gyona är en fjärilsart som beskrevs av William Schaus 1929. Boalda gyona ingår i släktet Boalda och familjen nattflyn. Inga underarter finns listade i Catalogue of Life.